# Quamoclidion triflorum
Quamoclidion es un género monotípico de plantas herbáceas de la familia Nyctaginaceae. Su única especie: Quamoclidion triflorum es originaria de México.

## Taxonomía
Quamoclidion triflorum fue descrita por (Benth.) Standl. y publicado en Contributions from the United States National Herbarium 12(8): 358. 1909.
Sinonimia
- Quamoclidion nyctagineum Choisy